# Jay Bothroyd
Jay Bothroyd, nacido el 5 de mayo de 1982 en Islington, es un rapero y futbolista inglés, que juega con el Júbilo Iwata de la J1 League. Ha jugado un partido para la Selección de fútbol de Inglaterra, contra Francia en 2010.

## Carrera con clubes

### Coventry City
Comenzó su carrera con el equipo de juventud del Arsenal Football Club pero luchó con su entrenador en mayo de 2000 y juntó el Coventry City Football Club el 6 de julio de 2000 para 1.000.000£. Su primer partido para Coventry fue el 27 de septiembre en el League Cup contra Preston North End, como substituto para John Aloisi que jugó una tripleta. Bothroyd jugó 8 partidos en el Premier League para la temporada de 2000-01 pero no marcó. Marcó su primer gol en el Football League Championship el 24 de agosto de 2001 contra el Bradford City pero perdió 2-1. Marcó 8 goles de 33 partidos en su última temporada con Coventry, de 2002-03.

### Desde 2003
El 11 de julio de 2003 Bothroyd juntó Perugia Calcio de la Serie A en Italia. Fue un amigo de Al-Saadi el Gadafi, el hijo de Muamar el Gadafi porque Al-Saadi jugó con Bothroyd para Perugia. Cuando con Perugia, Bothroyd y otros jugadores negros sufrieron de racismo de las hinchas. El 31 de agosto de 2004, él fue cedido al Blackburn Rovers Football Club de la Premier League por entrenador Graeme Souness. Jugó 11 partidos y marcó un gol contra el Liverpool FC el 30 de octubre de 2004. El 31 de agosto de 2005 Bothroyd juntó el Charlton Athletic y marcó dos goles en 12 partidos en la Premier League.
El 28 de julio de 2006 juntó el Wolverhampton Wanderers Football Club del Football League Championship y marcó 9 goles de 33 partidos en la liga para la temporada de 2006-07. El 14 de marzo de 2008 él fue cedido al Stoke City. Bothroyd juntó el Cardiff City el 5 de agosto de 2008 para 300.000£ y pasó tres temporadas con el club galés. Dejó del Cardiff el 23 de mayo de 2011 para el Queens Park Rangers que acabó de llegar a la Premier League.

## Carrera internacional
En 2008 la Selección de fútbol de Jamaica quiso Bothroyd a jugar contra Canadá porque sus abuelos son Jamaicanos. El 13 de noviembre de 2010, a la edad de 28 años, Bothroyd jugó su primer partido para la selección inglesa, contra Francia.

## Clubes
| Club                    | País       | Año         |
| ----------------------- | ---------- | ----------- |
| Arsenal FC              | Inglaterra | 1999        |
| Coventry City           | Inglaterra | 2000 - 2003 |
| Perugia Calcio          | Italia     | 2003 - 2004 |
| Blackburn Rovers        | Inglaterra | 2004 - 2005 |
| Charlton Athletic       | Inglaterra | 2005 - 2006 |
| Wolverhampton Wanderers | Inglaterra | 2006 - 2008 |
| Stoke City              | Inglaterra | 2008        |
| Cardiff City            | Gales      | 2008 - 2011 |
| Queens Park Rangers     | Inglaterra | 2011 - 2012 |
| Sheffield Wednesday     | Inglaterra | 2012        |
| Muangthong United FC    | Tailandia  | 2014        |
| Júbilo Iwata            | Japón      | 2015 - 2017 |
| Consadole Sapporo       | Japón      | 2017 -      |